# Santa Cándida
Santa Cándida es una película argentina estrenada el 10 de mayo de 1945, dirigida por Luis César Amadori, fue el segundo  director de cine, después de la muerte Enrique Santos Discépolo  que siguió con la serie de Cándida de Luis Bayón Herrera  protagonizada  por Niní Marshall, en esta ocasión hace pareja con otro partenaire que fue Semillita y son acompañados por, Francisco Álvarez, Delfy de Ortega y Adolfo Linvel.

## Sinopsis
Una mujer de la alta sociedad fallece dejándole gran parte de sus bienes a su empleada doméstica, quien debe lidiar con la envidia y los celos de sus familiares.

## Reparto
- Niní Marshall ... Cándida Lourelio Ramayaga
- Nelly Darén ... Aurora Sarratea
- Francisco Álvarez ...Don Martín Sarratea
- Semillita ... Semillita
- Delfy de Ortega ... Paulina Sarratea
- Adolfo Linvel
- Pura Díaz
- Tita Perly
- Carmen Giménez
- Aída Fernández
- Maruca Montejo
- Blanca Vidal ... Cándida Sarratea de Olazábal "Doña Josefa"·
- María de la Fuente
- Margarita Burke
- Adrián Cúneo ... Rolando Sarratea
- Carlos Lagrotta ... Ricardo Barrera
- Federico Mansilla
- Rufino Córdoba
- César Fiaschi
- Ernesto Villegas ... El "Siete Vidas"
- Francisco Barletta
- Marcelle Marcel
- Warly Ceriani
- Pura Díaz
- Fausto Padín
- Walter Jacob
- Aída Fernández
- José Rivas
- Fernando Campos